# Spongia cladonia
Spongia cladonia är en svampdjursart som beskrevs av Rafinesque 1818. Spongia cladonia ingår i släktet Spongia och familjen Spongiidae. Inga underarter finns listade i Catalogue of Life.